# Whiskey on the Rocks (Fernsehserie)
Whiskey on the Rocks ist eine schwedische Miniserie, die auf wahren Begebenheiten rund um die Strandung des U-Bootes S-363 beruht und eine satirische Nacherzählung ist. Ihre Uraufführung feierte die Miniserie am 9. November 2024 im Rahmen der 30. Ausgabe des Geneva International Film Festival. In Schweden erfolgte die reguläre Veröffentlichung der Miniserie am 25. Dezember 2024 auf dem Streamingdienst SVT Play. Gefolgt von der Ausstrahlung auf dem öffentlich-rechtlichen Fernsehsender SVT 1. Im deutschsprachigen Raum erfolgte die Premiere der Miniserie am 22. Januar 2025 als Original durch Disney+ via Star statt.

## Handlung
Die Miniserie setzt sich satirisch mit der Strandung des U-Bootes S-363 und den politischen Spannungen während des Kalten Krieges auseinander.
Oktober 1981: Auf dem Höhepunkt des Kalten Krieges sind die politischen Spannungen hoch, und die Gefahr eines Atomkrieges ist nie weit entfernt. Die Nacht auf dem sowjetischen U-Boot U-137 ist kalt, aber die Besatzung hält sich mit einer rauschenden Party warm, um einen frischgebackenen Vater in ihrer Mitte zu feiern. Ein Drink führt zum nächsten, und das U-Boot läuft in den Schären von Karlskrona im neutralen Schweden auf Grund, nur einen Steinwurf von einer streng geheimen Marinebasis des Landes entfernt.
„Whiskey on the Rocks“ ist eine satirische Nacherzählung dieser unglaublichen, aber wahren Geschichte, die sich mit den schwerwiegenden Folgen dieses Saufgelages auseinandersetzt. Nie zuvor war die Welt einem nuklearen Konflikt näher, und die gesamte Verantwortung ruht nun auf den Schultern eines Mannes, der die kriegstreiberischen Pläne der verschiedenen Akteure deeskalieren soll: Schwedens Premierminister Thorbjörn Fälldin.

## Besetzung und Synchronisation
Die deutschsprachige Synchronisation entstand basierend auf der Übersetzung von Philipp Diepmans nach den Dialogbüchern von Karin Lehmann sowie unter der Dialogregie von Paul Kaiser durch die Synchronfirma Iyuno Germany in Berlin.
| Rolle                     | Schauspieler         | Synchronsprecher   |
| ------------------------- | -------------------- | ------------------ |
| Thorbjörn Fälldin         | Rolf Lassgård        | Douglas Welbat     |
| Leonid Iljitsch Breschnew | Kęstutis Jakštas     | Marc Skanderberg   |
| Wladimir Peskow           | Andrius Bialobžeskis | Jens-Uwe Bogadtke  |
| Gustav Jansson            | Rolf Lydahl          | Bernd Vollbrecht   |
| Harry Jansson             | Per Ragnar           | Gerald Schaale     |
| Monika Björk              | Cecilia Forss        | Kaya Marie Möller  |
| Solveig Fälldin           | Annika Nordin        | Marina Krogull     |
| Börje Lagerkrantz         | Niklas Engdahl       | Paul Matzke        |
| Anders Karlsson           | Per Lasson           | Matthias Klie      |
| Ola Ullsten               | Anders Mossling      | Viktor Neumann     |
| Barbro Hultén             | Katrin Sundberg      | Silvia Mißbach     |
| Major Per-Arne Henriksson | Philip Hughes        | Sebastian Kluckert |
| Håkan Martinsson          | Filip Berg           | Konrad Bösherz     |
| Börje Ljungklint          | Joakim Sikberg       | Felix Spieß        |
| Andrei Bortnik            | Artur Svorobovich    | Levin Jäger        |
| Dimitrij Tarasenko        | Oskar Vygonovski     | Helge Gutbrod      |
| Aleksandra Kosygina       | Elsa Saisio          | Christin Marquitan |
| Kapitän Hammarberg        | Adam Lundgren        | Ozan Ünal          |
| Obergefreiter Hultman     | Anton Lundqvist      | Lars Löllmann      |

## Episodenliste
| Nr. | Deutscher Titel            | Originaltitel        | Erstveröffentlichung (Schweden) | Deutschsprachige Erstveröffentlichung (D/A/CH) |
| --- | -------------------------- | -------------------- | ------------------------------- | ---------------------------------------------- |
| 1   | Neuer Kurs                 | Ur kurs              | 25. Dez. 2024                   | 22. Jan. 2025                                  |
| 2   | Ruhe bewahren              | Håll gränsen         | 25. Dez. 2024                   | 22. Jan. 2025                                  |
| 3   | Unter vier Augen           | Tyst diplomati       | 25. Dez. 2024                   | 22. Jan. 2025                                  |
| 4   | Ein Funkmast               | O kapten, min kapten | 25. Dez. 2024                   | 22. Jan. 2025                                  |
| 5   | Kalter Krieg               | Kalla kriget         | 25. Dez. 2024                   | 22. Jan. 2025                                  |
| 6   | Die Rache der Schafzüchter | Hem ljuva hem        | 25. Dez. 2024                   | 22. Jan. 2025                                  |